# Amastus mesorhoda
Amastus mesorhoda är en fjärilsart som beskrevs av Walker 1856. Amastus mesorhoda ingår i släktet Amastus och familjen björnspinnare. Inga underarter finns listade i Catalogue of Life.